# Cordillera Pinto
La cordillera Pinto es un cordón de montañas situado en la Región de Magallanes.
En Diccionario Jeográfico de Chile de 1924, Luis Risopatrón escribió:: 688 
Pinto (Cordillera). 52° 25' 72° 15' Es boscosa i se estiende de N a S con alturas que varían de 1 000 a 1 210 m, en las tierras situadas al N de las aguas de Skyring, al W del rio de aquel nombre; fué bautizada así por Fitz-Roy, en honor del Presidente de Chile, señor Francisco Antonio Pinto (1829). 1, v, p. 96 carta; xi, carta de Bertrand (1885); i xxvi, carta 111; i 156; cordilleras en 1, v, p. 36; cerros en 1, vi, p. 83 i 96 carta; i 155, p. 262 i 559; i hills en 35, I, p. 207 i carta de Arrowsmith (1839).